# Fisherhypothese
De Fisherhypothese, of het Fishereffect, genoemd naar de econoom Irving Fisher die haar begin 20e eeuw opstelde, luidt dat de nominale rentestand (i) ongeveer gelijk is aan het algemene rendement op investeringen (r) plus de verwachte inflatie (πe): 
{\displaystyle i\approx r+\pi ^{e}.}
Omdat de reële rente per definitie de nominale rente met aftrek van inflatie is (i - π), is de reële rente ongeveer gelijk aan het rendement r. Het rendement r wordt verondersteld onafhankelijk te zijn van de inflatie.
Varianten van de Fisherhypothese worden geaccepteerd door een groot deel van de economische wetenschap, hoewel ze diverse problemen kent. Het eerste probleem is dat de verwachte inflatie niet geobserveerd kan worden. Fisher stelde daarom voor om de trend in de inflatie te gebruiken om het effect te toetsen. Keynes keerde zich tegen de hypothese op grond van de Gibsonparadox, de empirische correlatie tussen rentestand en prijspeil. Econometrisch onderzoek geeft een gemengd beeld: in de VS is een Fishereffect te zien, in andere ontwikkelde landen is de correlatie tussen inflatie en rentestand veel minder sterk (Cooray 2002). Daarnaast is de reële rente op obligaties, doorgaans beschouwd als de graadmeter voor de rentestand, doorgaans niet gelijk aan het rendement op aandelen, maar procentpunten lager (de equity premium puzzle); het verschil is te groot om door een risicopremie alleen verklaard te worden.